# Bandera de Piura
La  bandera de la ciudad de Piura, en el departamento de Piura (Perú) es uno de los símbolos de esta ciudad. Está formada por tres bandas verticales de las mismas dimensiones y el escudo de la ciudad en el centro. 

## Colores
Los colores que aparecen en la bandera están relacionados con los del escudo y son los siguientes:
- Cerúleo a la izquierda, del mismo color que el fondo del escudo.
- Rojo en el centro, del mismo color de la banda que rodea el fondo del escudo.
- Amarillo a la derecha, del mismo color que el castillo en el centro del escudo.